# Trolleybus d'Ancône
Le réseau de trolleybus d'Ancône compte une unique ligne desservant la ville d'Ancône en Italie.

## Histoire

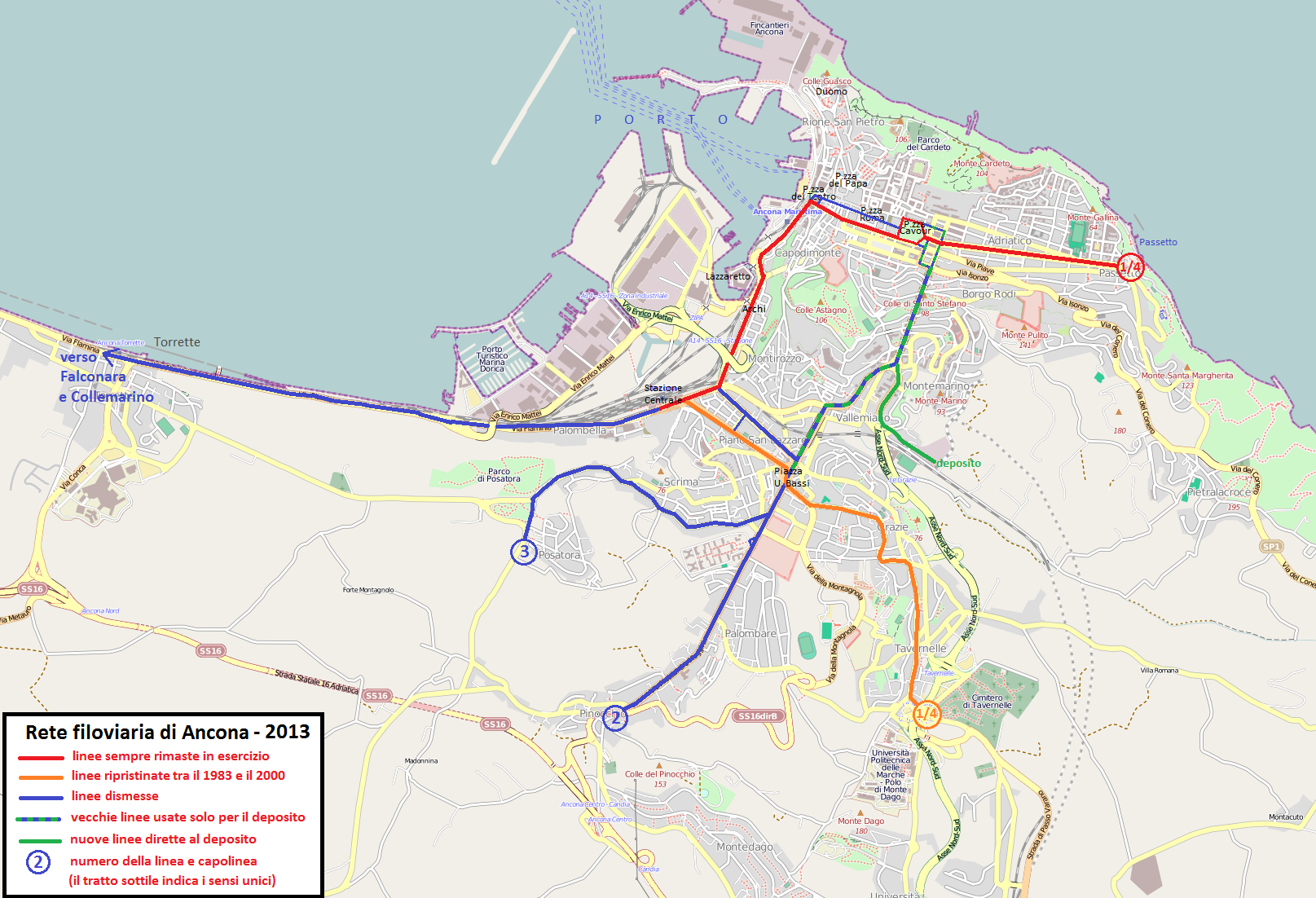

## Réseau actuel

### Aperçu général
- 1/4 Piazza IV Novembre - Tavernelle

### Matériel roulant
En 2012, le réseau est exploité avec deux types de trolleybus :
- 3 Solaris Trollino 18 n°010 à n° 012 en service (les deux premiers véhicules) depuis début 2013[1]
- 6 AnsaldoBreda F22 n°012 à n° 017, construit en 2000-2001 pour le réseau de trolleybus de Nancy, en service décembre 2014